# Eleições municipais de Rio Grande (Rio Grande do Sul) em 2004
A eleição municipal de Rio Grande em 2004 ocorreu em 3 de outubro de 2004. O prefeito era Fábio Branco (PMDB), que registrou candidatura à reeleição, mas desistiu devido a irregularidades, dando lugar a seu primo e, então deputado estadual, Janir Branco.
Janir Branco (PMDB) foi eleito prefeito de Rio Grande no primeiro turno com 75% dos votos válidos. Foi a terceira vitória eleitoral seguida da família Branco, que começou, em 1996, com a eleição do prefeito Wilson Mattos Branco, pai de Janir.

## Candidatos
|  | Nº | Candidato(a) a prefeito | Candidato(a) a prefeito                            | Candidato(a) a vice-prefeito | Candidato(a) a vice-prefeito                              | Coligação |
|  | -- | ----------------------- | -------------------------------------------------- | ---------------------------- | --------------------------------------------------------- | --- |
|  | 13 |                         | Francisco Spotorno (PT) Luiz Francisco Spotorno    |                              | Halley Souza (PT) Halley Lino de Souza                    | Frente Popular - Partido dos Trabalhadores (PT) - Partido Socialista Brasileiro (PSB) - Partido Comunista do Brasil (PCdoB) |
|  | 15 |                         | Janir Branco (PMDB) Janir Souza Branco             |                              | Juarez Torronteguy (PMDB) Juarez Vasconcellos Torronteguy | Avança Rio Grande - Partido do Movimento Democrático Brasileiro (PMDB) - Partido Progressista (Brasil) (PP) - Partido Trabalhista Brasileiro (PTB) - Partido Liberal (PL) - Partido Popular Socialista (PPS) - Partido da Social Democracia Brasileira (PSDB) |
|  | 43 |                         | Professor Philomena (PV) Antonio Libório Philomena |                              | Alcir Campelo (PFL) Alcir Brum Campelo                    | Rio Grande Verde - Partido Verde (PV) - Partido da Frente Liberal (PFL) |

## Resultado da eleição para prefeito
| 1º Turno 3 de outubro de 2004 | 1º Turno 3 de outubro de 2004 | 1º Turno 3 de outubro de 2004 | 1º Turno 3 de outubro de 2004 |
| Candidato(a)                  | Vice                          | Votação                       | Votação                       |
| Candidato(a)                  | Vice                          | Total                         | Porcentagem                   |
| ----------------------------- | ----------------------------- | ----------------------------- | ----------------------------- |
| Janir Branco (PMDB)           | Juarez Torronteguy (PMDB)     | 83.047                        | 75,69%                        |
| Francisco Spotorno (PT)       | Halley Souza (PT)             | 17.112                        | 15,59%                        |
| Professor Philomena (PV)      | Alcir Campelo (PFL)           | 9.566                         | 8,72%                         |
| Total de votos válidos        | Total de votos válidos        | 109.725                       | 100,00%                       |
| Votos apurados                |                               |                               |                               |
| Votos válidos                 | Votos válidos                 | 109.725                       | 94,49%                        |
| Votos em branco               | Votos em branco               | 2.221                         | 1,91%                         |
| Votos nulos                   | Votos nulos                   | 4.177                         | 3,60%                         |
| Total de votos apurados       | Total de votos apurados       | 116.123                       | 100,00%                       |
| Eleitores                     |                               |                               |                               |
| Comparecimento                | Comparecimento                | 116.123                       | 86,98%                        |
| Abstenções                    | Abstenções                    | 17.384                        | 13,02%                        |
| Total de eleitores            | Total de eleitores            | 133.507                       | 100,00%                       |

## Resultado da eleição para vereador
| Vereadores eleitos em Rio Grande 2004 | Vereadores eleitos em Rio Grande 2004 | Vereadores eleitos em Rio Grande 2004 | Vereadores eleitos em Rio Grande 2004 |
| ------------------------------------- | ------------------------------------- | ------------------------------------- | ------------------------------------- |
| Candidatos                            | Partido                               | Votos                                 | %                                     |
| Sandro Figueiredo de Oliveira         | PMDB                                  | 4.086                                 | 3,70                                  |
| Paulo Renato Mattos Gomes             | PPS                                   | 3.380                                 | 3,06                                  |
| Júlio Cezar Jorge Martins             | PC do B                               | 2.960                                 | 2,68                                  |
| Jair Rizzo Ferreira                   | PL                                    | 2.634                                 | 2,38                                  |
| Delamar Correa Mirapalheta            | PDT                                   | 2.530                                 | 2,29                                  |
| Julio César Pereira da Silva          | PMDB                                  | 2.333                                 | 2,11                                  |
| Claudio Castanheira Diaz              | PSDB                                  | 2.269                                 | 2,05                                  |
| Wilson Batista Duarte da Silva        | PMDB                                  | 2.215                                 | 2,00                                  |
| José Claudino Alves Saraiva           | PMDB                                  | 2.186                                 | 1,97                                  |
| Jurandir Pereira                      | PTB                                   | 2.101                                 | 1,90                                  |
| Cláudio José Cardoso da Costa         | PT                                    | 1.708                                 | 1,54                                  |
| Surama Ezedim Machado                 | PSDB                                  | 1.689                                 | 1,52                                  |
| Carlos Fialho Mattos                  | PPS                                   | 1.162                                 | 1,05                                  |